# 杨淳 (1955年)
杨淳（1955年—），汉族，中华人民共和国政治人物、第十一届全国政协委员。
担任长江水利委员会副主任。2008年，当选第十一届全国政协委员，代表无党派人士，分入第十五组。并担任人口资源环境委员会专委。